# Gesellschaft der Freunde der Geschichte des Funkwesens
Die Gesellschaft der Freunde der Geschichte des Funkwesens e. V. (GFGF) ist ein seit 1978 bestehender Verein mit Sitz in Hainichen, der sich für die Bewahrung historischer Funktechnik einsetzt.

## Geschichte
Mit dem Ziel, funkhistorische Ereignisse und Forschungen sowie entsprechende Gerätschaften vor dem Vergessen zu retten, wurde die GFGF als Nachfolgerin der Vereinigung „Funkhistorischer Interessenkreis“ am 18. Juni 1978 in Düsseldorf als gemeinnütziger Verein gegründet. Die GFGF hat rund 2000 Mitglieder (Stand: 2021). Die meisten Mitglieder sind aus Deutschland, eine große Anzahl jedoch auch in den angrenzenden Ländern und aus Übersee. Vorstand ist der Radioforscher- und Sammler Rüdiger Walz.(Stand: 2023)

## Ziele und Aktivitäten

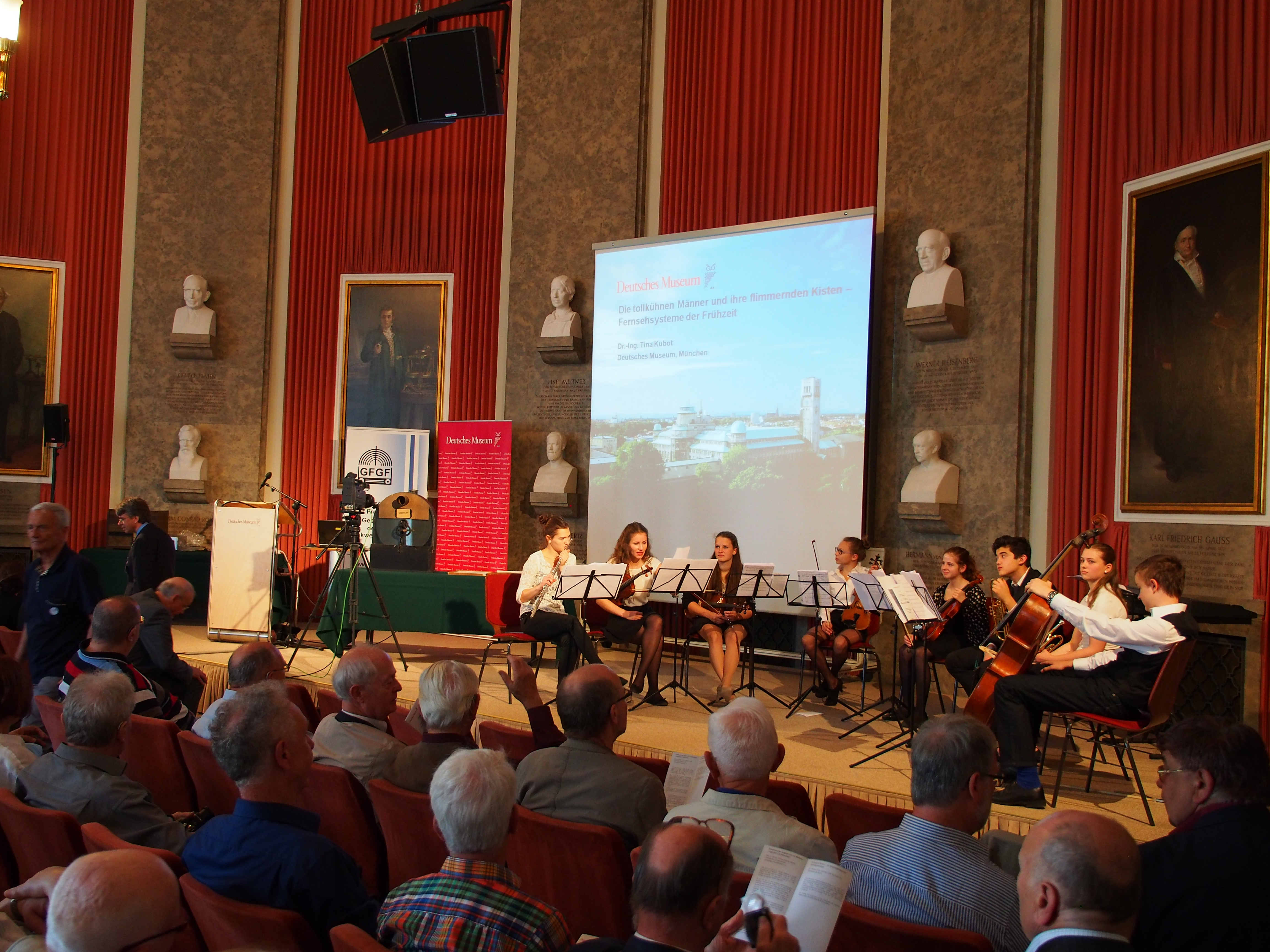
Musiker vom Gymnasium Neubiberg führen während der GFGF-Mitgliederversammlung 2016 im Ehrensaal des Deutschen Museums historische Radiomusik und Pausenzeichen auf.

Der Zweck des Vereins ist die Förderung von Wissenschaft, Forschung und Bildung auf dem Gebiet der Geschichte des Funkwesens.
Der Vereinszweck wird verwirklicht durch
- Förderung der Erfassung, Rettung, Auswertung und Bewahrung funkhistorischer Erkenntnisse und Zeugnisse.
- Erforschung und Darstellung der Geschichte des Funkwesens mit allen seinen Nebengebieten durch eigene Forschungstätigkeit und  Veröffentlichung der Ergebnisse.
- Durchführung von Tagungen, Seminaren, Kursen und Vorträgen zur Geschichte des Funkwesens.
- Durchführung und Unterstützung von Ausstellungen zur Geschichte des Funkwesens.
- Aufbau und Unterhalt eines funkhistorischen Archivs.
- Förderung von funkhistorischen Projekten.

In Hainichen in Mittelsachsen unterhält die GFGF auf über 100 m² Fläche ein Archiv funkhistorischer Unterlagen und Dokumente. Die GFGF fördert Publikationen (Bücher), deren Inhalt sich mit Aspekten zur historischen Funktechnik beschäftigt.

## Förderpreis
In unregelmäßigen Abständen vergibt die GFGF einen Förderpreis für herausragende Forschungsarbeiten. 2002 ging der mit jeweils 5.000 Euro dotierte Förderpreis an die Zeithistorikerinnen Dorothee Wierling und Lu Seegers für ihre Dissertation. Margot Fuchs erhielt ihn 2005 für ihre Arbeit über Georg Graf von Arco. 2010 erhielt Günther Luxbacher einen Ehrenpreis für sein Buch Massenproduktion im globalen Kartell. Glühlampen, Radioröhren und die Rationalisierung der Elektroindustrie bis 1945.

## Zeitschrift und Schriftenreihe
Der Verein gibt zweimonatlich seit 1982 die Zeitschrift Funkgeschichte. Fachmagazin für Interessierte der Geschichte des Funkwesens heraus (der Titelzusatz früher: Mitteilungen der Gesellschaft der Freunde der Geschichte des Funkwesens). Verantwortlich für die Redaktion ist seit 2011 Peter von Bechen. Sie ist für Mitglieder kostenlos. Seit 1988 ist der Verein Herausgeber einer monografischen Schriftenreihe zur Funkgeschichte. Bis 2023 erschienen 30 Bände.

## Veröffentlichungen (Auswahl)
- Gerhard Salzmann: Röhrencodierungen der 20er und 30er Jahre. Ein Handbuch mit Daten und Tabellen (=GFGF Schriftenreihe zur Funkgeschichte Band 1), Winkler Verlag, Bochum 1988, ISBN 978-3-924517-25-0.
- Bernd-Andreas Möller: Rundfunksender auf Rädern. Die fahrbaren Rundfunksendeanlagen der Deutschen Reichspost in den Jahren 1932 bis 1945 (=Schriftenreihe zur Funkgeschichte, Band 13),  Hrsg.:  Gesellschaft der Freunde der Geschichte des Funkwesens (GFGF) e. V., Verlag Dr. Rüdiger Walz, Idstein 2003, ISBN 978-3-936012-02-6. pdf
- Kurt Bergmann, Joachim Rockschies, Heinrich Spanknebel: Eine kurze Geschichte der Funknachrichtenempfänger in Funktionsplänen 1929-1983 (=GFGF Schriftenreihe zur Funkgeschichte Band 10), Miller E-Books, Buchloe 2022, ISBN 978-3-95600-955-6. pdf
  - A short history of radio communication receivers in functional diagrams (=GFGF series on Radio History). Miller E-Books, Buchloe 2022, ISBN 978-3-95600-954-9.
- Bernhard Nagel et al. (Hrsg.): Almanach der Funkgeschichte. Band 1., 100 Jahre Rundfunk in Deutschland, Teil 1: 1920 bis 1945.  Gesellschaft der Freunde der Geschichte des Funkwesens (GFGF), Hainichen 2023, ISBN 978-3-9822340-3-8.
  - Teil 2: 1945 bis 2023, ISBN 978-3-9822340-4-5.
- Wolf-Dieter Roth: Die Erdfunkstelle Raisting 1 (=Schriftenreihe zur Funkgeschichte, Band 30), Gesellschaft der Freunde der Geschichte des Funkwesens (GFGF), Düsseldorf 2023, ISBN 978-3-9822340-5-2.